# 調布市立第八中学校
調布市立第八中学校（ちょうふしりつ だいはちちゅうがっこう）は、東京都調布市仙川町二丁目にある公立中学校。

## 概要
通称は「調布八中」。調布市立中学校の中では一番新しいが、少子化や学校選択制の導入により入学生徒の減少が起きていた。2022年（令和4年）現在、1年が4クラス、2・3年が各3クラスで生徒数は321人となっている。
通学区域は、滝坂小学校と緑ケ丘小学校校区である。それ以外の小学校からは、学校選択制で入学する。
校舎は4階建てで、2006年（平成18年）にエレベーターが校舎の西側に建設された。給食のコンテナだけでなく、車椅子やテレビなど、その他大型荷物の運搬にも使用される。
テレビドラマ『1ポンドの福音』では、登場人物の向田勝己が通う中学校として、撮影現場に使用された。

## 沿革
- 1977年（昭和52年）4月 - 設立、開校。

## 学区
調布市立第八中学校の学区は以下の通り。
- 菊野台1丁目 32番地～35番地、36番地（36番地1～3を除く）、38番地（38番地1を除く）、42番地～44番地
- 東つつじケ丘1丁目（全域）
- 西つつじケ丘1丁目 1番地～5番地、22番地～39番地
- 西つつじケ丘2丁目 1番地～3番地、5番地～27番地
- 西つつじケ丘3丁目 13番地～38番地
- 仙川町1丁目（全域）
- 仙川町2丁目（全域）
- 仙川町3丁目（全域）
- 緑ケ丘1丁目（全域）
- 緑ケ丘2丁目（全域）

## 校歌
- 作詞：まど・みちお
- 作曲：金光威和雄

全2番構成である。2部合唱。

## 部活動
運動部
- 卓球
- サッカー
- バスケットボール
- バレーボール
- 野球
- 硬式テニス
- ダンス

文化部
- 美術
- パソコン
- 鉄道研究
- 園芸
- 茶道
- 音楽

その他
- 土曜学習部

## 周辺環境
南側
- 甲州街道（国道20号）
- 京王線仙川駅

北側
- 白百合女子大学
- 調布市立緑ヶ丘小学校

## 交通
鉄道
- 京王線 仙川駅下車 徒歩6分

路線バス
- 小田急バス 鷹54系統（三鷹駅 - 仙川）
- 小田急バス 吉03系統（吉祥寺駅中央口 - 仙川）
- 小田急バス 仙01系統（三鷹台駅 - 仙川駅）
- 調布市ミニバス東路線「緑ケ丘循環」（仙川駅 - 仙川駅）

いずれも「白百合女子大学入口」下車 徒歩1分